# Windows Marketplace
Windows Marketplace — ныне закрытая платформа цифровой дистрибуции, созданная компанией Microsoft. На Windows Marketplace можно было приобрести программы и аппаратное обеспечение для операционных систем Windows XP и, с 2006 года, Windows Vista. В Windows Marketplace был также интегрирован сервис онлайн-хранения ключей и лицензий от программ Digital Locker. Интернет-магазин работал с 12 октября 2004 года по 17 ноября 2008 года, после чего был закрыт. Вместо него был создан Microsoft Store, начавший работу в тот же день.

## История
Windows Marketplace не являлся первой попыткой Microsoft создать собственный интернет-магазин. Ещё в конце 1990-х годов компания запустила проект под кодовым названием Nitro. Его судьба остаётся точно не определённой — по одной из версий, проект был просто закрыт, по другой — эволюционировал в сервис MSN Shopping. С выходом Windows XP появился Каталог Windows, на котором можно было найти и купить программное и аппаратное обеспечение для Windows. На базе Каталога Windows и был разработан Windows Marketplace, ставший ориентированным на клиентов и созданным с целью повысить продажи продуктов.
Анонс будущего интернет-магазина состоялся 12 июля 2004 года на конференции Worldwide Partner Conference, проходившей в Торонто. Windows Marketplace стал результатом сотрудничества Microsoft и CNET Networks. Ранняя версия будущего сайта была продемонстрирована старшим вице-президентом компании Виллом Пулом. Причина в раннем анонсе заключается в необходимости успеть наполнить новую платформу продуктами от партнёров. Официальный запуск Windows Marketplace для пользователей из США состоялся 12 октября 2004 года, о чём на конференции Digital Entertainment Anywhere в Лос-Анджелесе сообщил председатель компании Билл Гейтс. На момент запуска в интернет-магазин было загружено около 93 тысяч различных продуктов от более чем 200 партнёров Microsoft, разделённых по 500 различным категориям. Выпуск полной версии Windows Marketplace ожидался вместе с выходом следующей клиентской версии Windows, тогда имевшей кодовое название Longhorn.
28 августа 2006 года был анонсирован масштабный редизайн интернет-магазина, который теперь приобрёл внешний вид, подобный интерфейсу готовящейся в тот момент к выходу операционной системы Windows Vista. К этому моменту сайт уже содержал около 150 тысяч различных продуктов от 4000 партнёров Microsoft, из которых 60 тысяч составляло программное обеспечение. По официальным данным, ежемесячная посещаемость сайта составляла на тот момент около 7 миллионов пользователей. Помимо изменённого дизайна интерфейса, Windows Marketplace получил расширенные возможности поиска продуктов, а также улучшенный контроль безопасности предлагаемых программ. 30 января 2007 года на Windows Marketplace для покупки и дальнейшего скачивания стали доступны Windows Vista и Microsoft Office 2007 на английском языке, что стало первым случаем распространения Windows и Office через официальный онлайн-сервис Microsoft. В новом виде интернет-сайт проработал недолго — 17 ноября 2008 года Microsoft запустила новый интернет-магазин, получивший название Microsoft Store. Windows Marketplace был закрыт, превратившись в сайт для перенаправления пользователя в Microsoft Store, страницу скачивания Центра совместимости Windows Vista и другие сайты Microsoft.

## Описание
На Windows Marketplace пользователь мог купить или скачать (в случае бесплатного ПО) различные программы и компоненты для Windows, а также аппаратное обеспечение и периферийные устройства для своего персонального компьютера. Все эти товары предлагались компаниями, заключившими договор с Microsoft о партнёрстве. Как заявила Эллисон Уотсон, вице-президент отдела Microsoft по международному маркетингу и продажам партнёрских товаров, сама корпорация не имела доступа к данным о транзакциях, а весь денежный оборот проходил исключительно через сами партнёрские компании. Помимо самих товаров и их характеристик, на страницах этих товаров содержалась информация о различных обзорах на них. Войти на сайт интернет-платформы можно было не только через браузер, но и напрямую из системы через ссылку в меню «Пуск». Для совершения покупок и скачивания программ пользователю необходимо было создать учётную запись Windows Live ID (ставшую впоследствии учётной записью Microsoft). По официальным данным, все личные данные пользователя были защищены системой Microsoft Passport Network, интегрированной в учётную запись Windows Live ID.

### Digital Locker
Вместе с редизайном сайта в августе 2006 года Microsoft представила электронную систему хранения ключей и сертификатов программ — Digital Locker, располагавшуюся по адресу digitallocker.windowsmarketplace.com. Чтобы войти в Digital Locker, пользователю необходимо было использовать Windows Live ID. Этот сервис был тесно интегрирован с Windows Marketplace, а вся история покупок из интернет-магазина сохранялась в Digital Locker. Это позволяло после однократной покупки программы скачивать её многократно на разных компьютерах пользователя, используя один и тот же ключ. Также использование Digital Locker позволяло исключить из процесса покупки доставку пользователю физической копии программы, вместо этого он мог просто скачать её с Windows Marketplace. Была также предусмотрена возможность создавать резервные копии уже установленных программ.. Уже купленные программы можно было записать на CD или DVD-диск для дальнейшего использования на разных компьютерах. Digital Locker был интегрирован в Windows Vista, перейти в него можно было через Панель управления, выбрав пункт, открывающий программу Digital Locker Assistiant. Эту программу также можно было скачать для Windows XP. Вместе с Windows Vista вышел пакет программ и компонентов Windows Ultimate Extras, среди прочего содержавший компонент Secure Online Key Backup, который позволял записать пароль системы шифрования BitLocker или сертификат системы шифрования EFS в Digital Locker, что решало проблему возможной утери пароля или сертификата в случае неполадок с компьютером.